# BCR (레이블)
BCR은 2011년까지 존재했던 MC 한새가 주축이 되어 만들어진 대한민국의 흑인 음악 레이블이다. BCR은 Bird Clan Records의 약자이다.

## 역사
BCR의 시초는 1991년까지 거슬러 올라간다. 당시 중학생이던 MC 한새는 음악을 좋아하고 뜻이 맞는 친구들과 함께 팀을 조직한다. 그당시 특별한 팀명도 없이 취미처럼 음악을 하던 이 팀은, 고등학교를 졸업하면서 Bird라는 이름을 짓고 조직적인 활동을 시작했다. 이 팀이 지금의 BCR의 시초이다.
1995년부터 조금 더 큰 규모로 활동하기 위해 팀원을 모집하기 시작한 MC 한새는, 2001년까지 대략 30여명의 멤버들을 모은다. 또 2000년 BCR Crew라는 이름의 정식 레이블로 발족하여 모습을 갖추었다. 이들은 온라인 및 공연 활동, 그리고 피쳐링 활동 등으로 모습을 조금씩 드러내다가 MC 한새의 두 번째 앨범의 두 번째 CD "BCR Crew"라는 컴필레이션을 통해 모두 이름을 알렸다.
대한민국 힙합의 한 축으로 활동해오던 BCR Crew는, 2002년 R&B를 주 활동 분야로 택하였고, 친목단체의 성격이 강해 누가 멤버이고 아니고의 경계가 애매하던 과거와 달리, 7명의 멤버를 정식 멤버로 계약을 맺어 좀 더 레이블다운 모습을 갖추었다.또한 타 가수의 녹음 및 앨범 제작 대행도 맡아, 오렌지, DNT 등의 앨범을 프로듀스하기도 했다.
2008년 기준으로 박소연을 통해 다시 활동을 재개한 BCR은 서울 강남구 대치동에 본사를 두고 있으며 "솔직하고 순수한 음악을 만들기 위해서", "스스로 삶과 음악을 고민하고 항상 겸손한 마음가짐을 얻기 위해서" "가수 스스로 모든 것을 결정하며 헤쳐 나가는 "뮤지션"의 음반을 제작하는 곳"이란 모토로 활동하고 있다. 또, 2009년에는 아티스트들의 결과물을 온라인으로 발표하면서, 아티스트 이름에 "by BCR"이라는 수식어를 붙여 자신들의 음악에 대한 자신감을 표하기도 하였다.
2011년 기준으로는 MC 한새의 활동의 디지털 싱글 발표가 중심이 되었으며 여타 아티스트의 활동은 거의 없었다. 이후 공식 발표는 없었으나 이름만 남고 BCR은 없어졌으며, 현재 MC 한새는 새로운 크루로 출발 준비 중이다.

## 멤버
거쳐간 모든 멤버를 나열. 해체 직전 마지막까지 확인된 멤버는 MC 한새, MacJoc, 박소연, 안지연, ill'K다.
- MC haNsAi
- MacJoc aka 혼
- 박소연 aka Bora
- 안지연
- ill'K
- T.O. Squad - HipHopMind, Swoo-C, -OD- , Achi , Hectic, 2G, A2Z
- Rapgas
- Yo-Han
- Hi-Plusmin
- R.I.M.F.
- 무명
- HaNa
- 윤주
- Rapper-K
- A.G.
- 라임살인마 크루 - HipHopMind, Assasin X, Hipaby, 1000-U, I's, Hiri, eMeNeX(1sagain, dada the Maniac, i2u2me), Nemesis, Phat Traxx
- 266 - AG, STi, 과도
- Weskick aka SmuggloD
- Kray by BCR
- Chronic (前 RSP by BCR)

## 앨범[4]
- 2000년 ?월 ?일 MC 한새 - 파란색 파란
- 2001년 4월 ?일 Rapgas - Get Poisoned
- 2001년 5월 ?일 MC 한새 - Chapter 02 Blue Leaf & BCR Crew
- 2001년 8월 1일 HipHopMind - The 1st Episode : Epidemic Message
- 2001년 10월 1일 Hi-Plusmin - Fall into the Fall..
- 2002년 8월 6일 MC 한새 - Love Song
- 2003년 2월 26일 266 - 67일간의 침묵
- 2003년 9월 5일 MC 한새 - 사랑이라고 말하는 마음의 병
- 2005년 6월 2일 MC 한새 - 두 번째 이야기의 시작
- 2007년 1월 8일 MacJoc - Education Innovation
- 2007년 11월 28일 박소연 - bnrnrnb
- 2008년 5월 1일 MacJoc - LOVE Innovation 싱글
- 2008년 8월 26일 MC 한새 - My Birthday
- 2008년 12월 3일 MC 한새 - 급이 달라 싱글
- 2009년 2월 25일 MC 한새 & 원준희 - 사랑은 유리 같은 것 싱글
- 2009년 4월 28일 RSP by BCR - 1st Sexy Addiction Season1 싱글
- 2009년 4월 28일 Kray by BCR - 1st This Is K.R.A.Y. Take1 싱글
- 2009년 4월 30일 MacJoc - Love Innovation (Repackage) 싱글
- 2009년 6월 5일 MC 한새 by BCR - 7th 'Rap & Blues' Take1 싱글
- 2009년 7월 31일 MC 한새 by BCR - 귀여워 (Acoustic Ver.) 싱글
- 2009년 11월 10일 MC 한새 & 박소연 - 7th 'Rap & Blues' Take2 싱글
- 2009년 12월 24일 MC 한새 & 박소연 - With U (엄마몰래 겨울여행) 싱글
- 2010년 3월 15일 Loview Music part.1 (한소아와 합작) 디지털 싱글
- 2010년 11월 15일 7th Rap & Blues Take3 디지털 싱글
- 2011년 1월 21일 7th Rap & Blues Take4 디지털 싱글